# Slom burze na Wall Streetu 1929.
Slom burze na Wall Streetu 1929. bio je najveći slom burze u povijesti, koji se dogodio u New Yorku u jesen 1929. godine.
Dogodio se nakon prethodnog višegodišnjeg rasta, u kojim je 3. rujna 1929. nastao novi rekord burzovna indeksa Dow Jones. Samo između 1927. i 1929. ukupno bogatstvo ulagača se udeseterostručilo.
Prvi znaci recesije počeli su se javljati već u proljeće 1929., iako je tečaj još lagano rastao. Samo dva dana nakon vrhunca svih vremena, 5. rujna 1929., financijski analitičar Roger Ward Babson upozorio je na nadolazeći slom dionica, rekavši da su dionice precijenjene. No, njegovo upozorenje uglavnom nije poslušano te je nakon kratkog pada ponovno uslijedio rast, koji međutim nije premašio rekord od 3. rujna.
Na prijelazu rujna u listopad opet je došlo do kratkotrajna pada. Još 15. listopada predstavnici banaka uvjeravali su ulagače u „izvrsno zdravlje američkih burzi”. 20. listopada novine su izvijestile da su cijene mnogih dionica pale na kritične razine i da se veliki trgovci dionicama suočavaju s prisilnom prodajom. Još znakova upozorenja stiglo je dan kasnije, u ponedjeljak, 21. listopada. Vijest je izazvala rasprodaju dionica kod ulagača.
U četvrtak, 24. listopada, nakon početnog zatišja, dogodio se još jedan veliki val rasprodaja dionica. Radilo se o prodaji ulagača koji su prethodno podigli kredit za kupnju dionica. Otprilike 1,6 milijuna dionica prodano je u samo 30 minuta. Nalozi za kupnju bili su iscrpljeni i ulagači su se uspaničili. Uslijedio je novi val rasprodaje dionica, pod svaku cijenu u to vrijeme. Nekoliko puta je čak zatvarana burza i obustavljano trgovanje. Ukupni financijski gubitak 24. listopada dosegao je 11,25 milijardi dolara.
Slom burze na Wall Streetu navijestio je Veliku depresiju. Sljedeći pad dionica prekinut je tek 1932., kada je tečaj dosegao minimum i počeo rasti.
Posljedice pada postupno su zahvatile cijeli Zapadni svijet. Već sljedećeg dana, na tzv. crni petak, posljedice pada stigle su i u Europu čije su burze imale isti učinak. U Europi se pak sličan događaj u manjoj mjeri dogodio već dvije godine ranije, u petak 13. svibnja 1927., kada je došlo do naglog i zamjetnog pada tečajeva na Berlinskoj burzi. U Americi se sličan događaj dogodio 1869., točnije 24. rujna. U američkoj povijesti ovaj se događaj naziva i Crni petak.

## Galerija
- Graf sloma burze na Wall Streetu 1929.
- Gužva u njujorškoj banci „American Union” tijekom bankrota početkom Velike depresije.
- Prosvjed nezaposlenih oko 1930.